# Inspektorat Graniczny Straży Celnej „Cieszyn”
Inspektorat Straży Celnej „Cieszyn” – jednostka organizacyjna Straży Celnej pełniąca służbę ochronną na granicy polsko-czechosłowackiej w latach 1921–1928.

## Formowanie i zmiany organizacyjne
Na wniosek Ministerstwa Skarbu, uchwałą z 10 marca 1920 roku, powołano do życia Straż Celną. Od połowy 1921 roku jednostki Straży Celnej rozpoczęły przejmowanie odcinków granicy od pododdziałów Batalionów Celnych. W 1921 roku w Cieszynie stacjonował sztab 19 batalionu celnego, a w 1922 roku sztab 17 batalionu celnego. Proces tworzenia Straży Celnej trwał do końca 1922 roku. Inspektorat Straży Celnej „Cieszyn”, wraz ze swoimi komisariatami i placówkami granicznymi, znalazł się w podporządkowaniu Dyrekcji Ceł „Mysłowice”. W 1926 roku w skład inspektoratu wchodziło 4 komisariaty i 22 placówki Straży Celnej.
Rozporządzeniem ministra skarbu z 30 czerwca 1927 roku rozpoczęto reorganizację Straży Celnej. Odtąd Naczelny Inspektorat Straży Celnej podlegał bezpośrednio ministrowi skarbu, a Naczelnemu Inspektoratowi podlegały inspektoraty okręgowe. Te ostatnie przejęły kompetencje dyrekcji ceł. Inspektorat Straży Celnej „Cieszyn” przemianowany został na Inspektorat Graniczny Straży Celnej „Cieszyn” i wszedł w podporządkowanie Ślaskiego Inspektoratu Okręgowego Straży Celnej .

## Funkcjonariusze inspektoratu
Obsada personalna w 1927:
- kierownik inspektoratu – Inspektor Władysław Ledochowicz
- pomocnik kierownik inspektoratu – komisarz Józef Griwo-Kossow
- funkcjonariusze młodsi:

strażnik Stanisław Grzelak (288)
strażnik Emil Tabak (1027)
strażnik Tadeusz Gierut (267)
strażnik Wilhelm Kurdziej (429)

## Służba graniczna
Sąsiednie inspektoraty
- Inspektorat Straży Celnej „Rybnik” ⇔ Inspektorat Straży Celnej „Żywiec”

## Struktura organizacyjna
Organizacja inspektoratu w 1926 roku:
- komenda – Cieszyn
- komisariat Straży Celnej „Istebna”
- komisariat Straży Celnej „Ustroń”
- komisariat Straży Celnej „Cieszyn”
- komisariat Straży Celnej „Zebrzydowice”